# Peristicta
Peristicta is een geslacht van libellen (Odonata) uit de familie van de Protoneuridae.

## Soorten
Peristicta omvat 7 soorten:
- Peristicta aeneoviridis Calvert, 1909
- Peristicta forceps Hagen in Selys, 1860
- Peristicta gauchae Santos, 1968
- Peristicta jalmosi Pessacq & Costa, 2007
- Peristicta janiceae Pessacq & Costa, 2007
- Peristicta lizeria Navás, 1920
- Peristicta muzoni Pessacq & Costa, 2007